# Théia (impacteur)
Pour les articles homonymes, voir Théia (homonymie).
Théia est une protoplanète hypothétique d’une taille semblable à celle de Mars, qui aurait percuté la Terre il y a environ quatre milliards et demi d’années. Cet événement aurait expulsé dans l'espace de grandes quantités de matière, qui se seraient ensuite agglomérées sous l'effet de la gravitation, donnant naissance à la Lune, et apportant de l'eau à la Terre,.
En 2025, plusieurs études, dont un réexamen des roches rapportées par les missions Apollo, convergent pour dater cet événement d'environ 65 millions d'années (Ma) après la formation du Système solaire (4,567 3 Ga), soit quelques dizaines de Ma seulement après celle de la Terre.

## Origine du nom
Le nom Théia est emprunté à la mythologie grecque : Théia est une titanide, fille d'Ouranos (le Ciel) et de Gaïa (la Terre), épouse et sœur d'Hypérion, mère d'Hélios (le Soleil), Séléné (la Lune) et Éos (l'Aurore).

## Hypothèse de l'impact avec la Terre

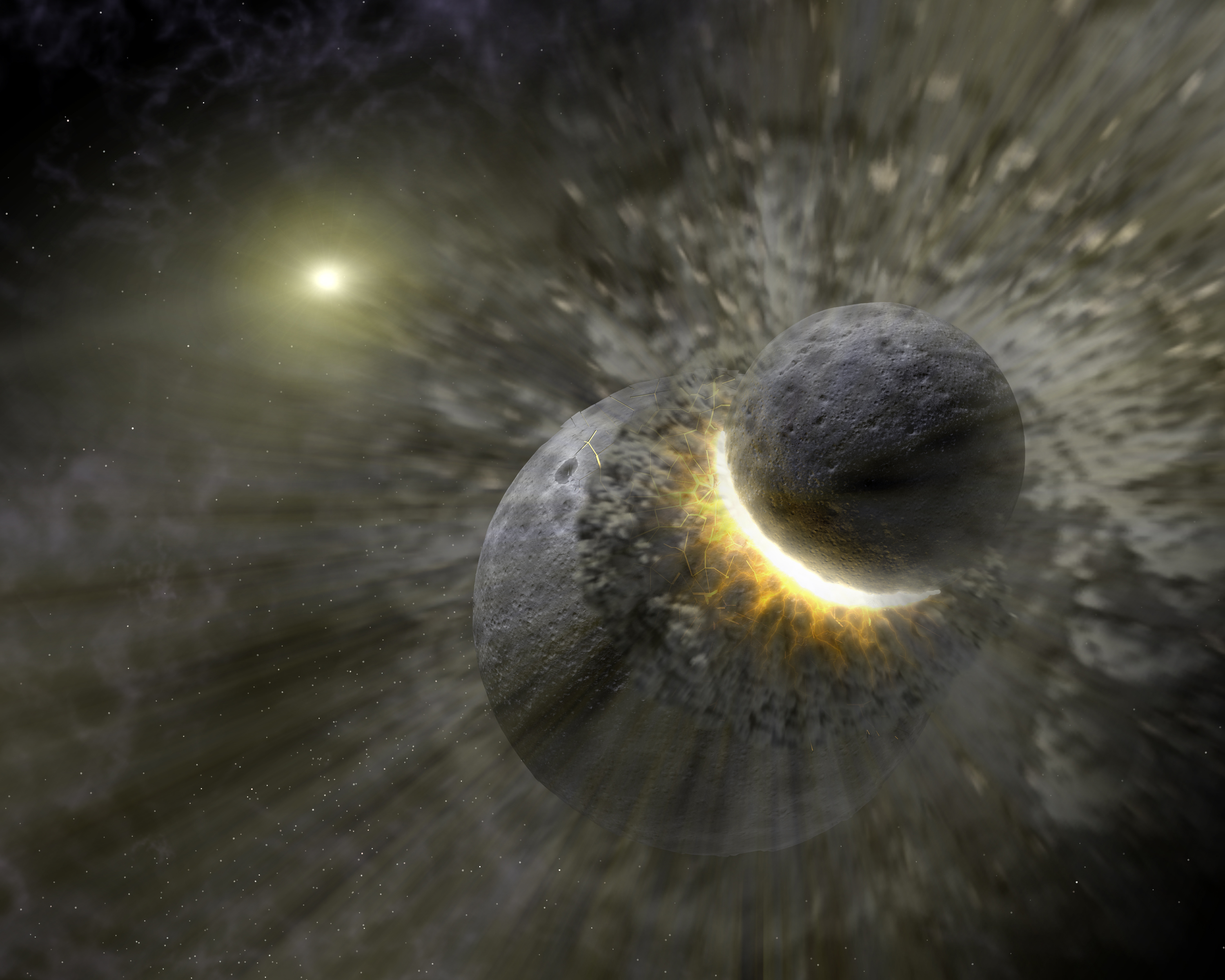
Vue d'artiste de l'impact de deux planétésimaux.

La principale raison qui pousse une majorité de scientifiques et de spécialistes à retenir cette hypothèse est que, comparativement aux lunes des différentes planètes du Système solaire, celle de la Terre est beaucoup plus grande que la moyenne et sa distance avec la Terre est inférieure à celle entre les autres planètes et leurs lunes. Il est donc très peu probable qu'il s'agisse d'un corps céleste capturé gravitationnellement, comme pour plusieurs lunes des autres planètes.
L'hypothèse propose que Théia se soit formée à un point de Lagrange du système Terre-Soleil, probablement L4 ou L5, les plus stables (à la même distance du Soleil que la Terre, mais formant avec eux un triangle équilatéral). Après que Théia a atteint la taille actuelle de Mars, les autres planètes auraient pu la déstabiliser par leur influence gravitationnelle, pour finir par aboutir à sa collision avec la Terre.
Toutefois, d'autres origines dans le Système solaire sont également plausibles : Théia pourrait être un gros astéroïde de la ceinture principale, un parent de la planète naine Cérès ou un corps céleste formé au-delà de l'orbite de Neptune.

## Statut astronomique

Animation (échelles non respectées) de Théia se formant à un point de Lagrange du système Terre-Soleil, puis, perturbée par la gravité, entrant en collision et aidant à la formation de la Lune. L'animation progresse au rythme d'une année par image, donnant l'impression que la Terre ne bouge pas. La vue est prise du pôle sud.

Au sens strict de la définition actuelle de l'Union astronomique internationale, Théia n'était pas une planète : une planète doit avoir éliminé tous les corps célestes sur une orbite proche. Théia ne l'a pas fait, puisque la proto-Terre se situait sur une orbite proche, et la Terre est justement une planète parce qu'elle a éliminé Théia (la définition ne permet pas à plusieurs planètes d'exister sur la même orbite). 
Néanmoins, le système Terre-Théia peut aussi être considéré comme ayant initialement formé un système de deux planètes co-orbitales, auquel cas le terme de planète pourrait être utilisé pour les deux corps en l'absence de précision pour ce cas spécifique (ou en considérant comme précise mais absurdement tranchante la définition actuelle). En ce sens, Théia serait aujourd'hui considérée comme une « planète naine ». Le terme de planète troyenne (en) (plus approprié que satellite troyen dans le cas présent) est également à considérer.
Cependant, on peut légitimement objecter que la définition actuelle de l'Union astronomique internationale doit être comprise pour un système à l'équilibre (ou presque, des rencontres résiduelles existant toujours), bien que ce ne soit pas explicitement mentionné dans la définition donnée par l'institution. Le Système solaire actuel est bien dans ce cas, mais pas celui de l'époque où cet événement est supposé s'être produit. Selon cette dernière considération, la définition actuelle de planète pourrait donc ne pas être vraiment utilisable. Tant pour la proto-Terre que pour Théia, le terme de proto-planète (étape entre planétésimal et planète, dont on peut noter qu'il n'a pas de définition officielle) semble donc plus approprié.